# Colin Wells (Schauspieler)
Colin Wells (* 11. September 1963 in England) ist ein britischer Schauspieler.

## Leben
Wells entschloss sich erst im Alter von 27 Jahren zu einer Karriere als Schauspieler. Er hatte zunächst Gastrollen in Fernsehserien wie Cheers und Mr. Bean. Eine erste größere Rolle erhielt er 1999 in der Shakespeare-Literaturverfilmung Titus. Im selben Jahr spielte er eine der Hauptrollen in der britischen Fernsehserie Die Profis – Die nächste Generation, einer Adaption der Serie Die Profis. Hierdurch wurde er auch in Deutschland bekannt, die Serie wurde jedoch nach nur einer Staffel von 13 Episoden eingestellt. Zwischen 2001 und 2002 spielte er in der ITV-Seifenoper Crossroads, danach wechselte er zur Channel 4-Seifenoper Hollyoaks. Zwischen 2005 und 2010 hatte er eine wiederkehrende Rolle in der Arztserie Casualty.
Wells ist mit der Schauspielerin Joanna MacLeod verheiratet, mit der er einen Sohn und eine Tochter hat.

## Filmografie (Auswahl)
- 1990: Cheers
- 1995: Mr. Bean
- 1999: Titus
- 1999: Die Profis – Die nächste Generation (CI5: The New Professionals)
- 2000: Doctors
- 2001–2002: Crossroads
- 2003–2005: Hollyoaks
- 2005–2010: Casualty
- 2009: Hotel Babylon
- 2010: Emmerdale
- 2024: Scoop – Ein royales Interview (Scoop)